# بيتر نايت (عالم)
السير بيتر نايت (بالإنجليزية: Sir Peter Knight)‏ (زميل في الجمعية الملكية) عالم فيزيائي بريطاني، وأستاذ في مجال البصريات الكمية ويعتبر من كبار الباحثين في كلية لندن الإمبراطورية في لندن، ومدير مركز جمعية كافلي الملكية الدولية.